# Ďubákovo
Ďubákovo – wieś (obec) na Słowacji położona w kraju bańskobystrzyckim, w powiecie Poltár. Pierwsze wzmianki o miejscowości pochodzą z roku 1877.
Według danych z dnia 31 grudnia 2012, wieś zamieszkiwały 92 osoby, w tym 45 kobiet i 47 mężczyzn.
W 2001 roku rozkład populacji względem narodowości i przynależności etnicznej wyglądał następująco:
- Słowacy – 98,44%
- Romowie – 0,78%
- Węgrzy – 0,78%

Ze względu na wyznawaną religię struktura mieszkańców kształtowała się w 2001 roku następująco:
- Katolicy rzymscy – 93,75%
- Grekokatolicy – 2,34%
- Ewangelicy – 0,78%
- Prawosławni – 0,78%
- Ateiści – 1,56%
- Nie podano – 0,78%